# Ну (буква)
Ն, ն (арм. նուо файле, ну) — двадцать вторая буква армянского алфавита. Создал Месроп Маштоц в 405—406 годах.

## Использование
И в восточноармянском, и в западноармянском языках обозначает звук [n]. Числовое значение в армянской системе счисления — 400.
Использовалась в курдском алфавите на основе армянского письма (1921—1928) для обозначения звука [n].
Во всех системах романизации армянского письма передаётся как n. И в восточноармянском, и в западноармянском шрифте Брайля букве соответствует символ ⠝ (U+281D).

## Кодировка
И заглавная, и строчная формы буквы ну включены в стандарт Юникод начиная с версии 1.0.0 в блоке «Армянское письмо» (англ. Armenian) под шестнадцатеричными кодами U+0546 и U+0576 соответственно.

## Галерея

Округлый еркатагир
Прямолинейный еркатагир
Болоргир
Нотргир
Шхагир